# Louis-Eugène Lamoral de Ligne
Cet article concerne le fils de Charles-Joseph de Ligne, né en 1766. Pour le diplomate né en 1854, voir Louis de Ligne.
Louis Eugène Marie Lamoral de Ligne, né à Bruxelles le 7 mai 1766 et mort le 10 mai 1813, est un noble militaire des Pays-Bas méridionaux. Bien que son célèbre père Charles-Joseph de Ligne lui ait survécu et qu'il n'ait donc pas porté son titre princier, la moderne maison de Ligne est issue de lui.

## Biographie
Louis de Ligne est le troisième fils du prince Charles-Joseph de Ligne et de Françoise de Lichtenstein. Son père, bien qu'au service de l'Autriche, avait également des liens féodaux avec la France et était donc heureux d'envoyer un fils cadet dans l'armée française. Louis s'engage dans la cavalerie du régiment de La Reine dragons et atteint le grade de colonel à l'âge de 25 ans.
Lors de la révolution brabançonne de 1789, alors que son père devait peser l'équilibre entre la loyauté envers l'empereur et l'appel à la direction de la révolte, Louis se rallie au Comité de Breda (nl) . Il mène une colonne d'insurgés à travers l'Escaut pour attaquer Gand, mais a apparemment si peu confiance dans le succès de l'entreprise qu'il détourne son cheval dès les premiers affrontements devant la porte de Bruges (nl). Il n'a donc pas participé au succès inattendu. Via les Provinces-Unies et la principauté de Liège, il se rend à Valenciennes en France, où sa mère fait en sorte qu'il soit réintégré dans son régiment français. Son exploit a contribué à jeter les soupçons sur son père et son frère Charles.
Lorsque les révolutionnaires français entrent en guerre contre les puissances européennes en 1792, Louis de Ligne quitte cette armée pour ne pas affronter sa famille. Il accepte un poste de simple cadet dans l'armée impériale, au sein de l'Infanterie-Ligne de son père. L'été, comme aide de camp, il accompagne son frère Charles, qui décède tragiquement au combat. Il participe à plusieurs campagnes. En 1794, il devient major et commande la division des grenadiers du régiment de son père.
Entretemps, les Français ont conquis les Pays-Bas autrichiens grâce à la victoire de Dumouriez à Jemappes, les ont ensuite perdus à Neerwinden, puis les ont repris grâce à la victoire de Jourdan à Fleurus. L'annexion a suivi en 1795 et sa reconnaissance dans le traité de Campo-Formio.
Contrairement à son père, Louis de Ligne ne veut plus servir la cause impériale après l'échec de la deuxième coalition. Il démissionne en 1802 avec le grade de major et retourne à Bruxelles où, le 27 avril 1803, il épouse la comtesse Louise van der Noot de Duras. Le 24 janvier 1804 naît leur fils unique, Eugène Lamoral, qui héritera du titre princier et fera une grande carrière dans le royaume de Belgique, grâce au fait que l'empereur Napoléon a mis fin au séquestre des biens belges de la famille, en vertu de la constitution de 1804, qui fait de Louis un officier d'Empire. Louis hérite du château de Belœil et d'autres possessions chères à son père, qu'il ne reverrait plus jamais.